# Kadyj
Kadyj è un insediamento di tipo urbano della Russia europea centro-settentrionale, situato nella oblast' di Kostroma. È il capoluogo del rajon Kadyjskij.